# Proevippa dregei
Espèce
Synonymes
- Lycosa dregei Purcell, 1903

Proevippa dregei est une espèce d'araignées aranéomorphes de la famille des Lycosidae.

## Distribution
Cette espèce est endémique du Cap-Oriental en Afrique du Sud,..

## Description
La femelle holotype mesure 10,5 mm.

## Étymologie
Cette espèce est nommée en l'honneur d'Isaac Louis Drége (1853-1921).

## Publication originale
- Purcell, 1903 : New South African spiders of the families Migidae, Ctenizidae, Barychelidae Dipluridae, and Lycosidae. Annals of the South African Museum, vol. 3, p. 69-142 (texte intégral).